# Modello lineare senza soglia
Il modello lineare senza soglia, in sigla modello LNT (in inglese linear no-threshold model), è un modello del danno fisiologico sull'organismo causato dalle radiazioni ionizzanti. Il modello LNT presuppone che il danno cresca linearmente (linear) al crescere del livello della dose di radiazione assorbita o della dose equivalente di radiazioni ionizzanti, e che questo valga anche per valori piccoli della dose, perciò non è considerata alcuna soglia (threshold) di esposizione al di sotto della quale la risposta cessi di essere lineare.
Dunque, secondo il modello lineare senza soglia, il rischio di contrarre tumore o leucemia cresce linearmente al crescere della dose equivalente già a partire dalla dose equivalente di 2,4 millisievert per anno, che è la media mondiale di dose equivalente assorbita da un essere umano dovuta al fondo di radioattività naturale. Pertanto secondo l'LNT in una popolazione esposta, ad esempio, a 3,4 millisievert per anno il numero di tumori e leucemie registrati epidemiologicamente fra la popolazione dovrebbe essere del 40% superiore alla media mondiale.

## Descrizione del modello

### Ipotesi di base
L'approccio secondo il modello LNT si basa su un insieme di dati e due ipotesi. Un insieme di dati che sembra provare l'esistenza di una relazione lineare, tra dose e danno al DNA, tra i valori da 1 mGy a 100 Gy. Le due ipotesi sono:
1. ogni rottura di entrambi i filamenti della doppia elica porterebbe la stessa probabilità di indurre una trasformazione cellulare, irrispettivamente dalla quantità di doppie rotture che si siano presenti simultaneamente;
2. ogni trasformazione cellulare è ipotizzata avere la stessa probabilità di evolversi in una forma di cancerogena invasiva.[2]

### Problemi
Tuttavia, i dati epidemiologici in diverse regioni del globo in cui il fondo naturale di radioattività è molto più alto del normale (Ramsar, Guarapari, Kerala) mostrano incidenze di cancro e leucemie molto più basse di quelle previste da LNT. Studi iraniani condotti sulla popolazione di Ramsar hanno mostratto che la popolazione del luogo mostra una maggiore incidenza di abberazioni cromosimiche stabili e instabili, ma nche un sistema immunitario con livelli di CD69 e linfociti T differente. Per questo, in alternativa all'LNT sono stati proposti vari altri modelli. Uno fra i più accreditati presuppone un livello di soglia di dose equivalente al di sotto del quale, ovvero ai bassi livelli di dose assorbita, l'esposizione alle radiazioni non comporterebbe danni all'organismo. Secondo questo modello l'organismo sarebbe dunque in grado di riparare i danni causati dalle radiazioni a basse dosi assorbite. Un altro modello, detto ormesi da radiazioni, asserisce che alle basse dosi al di sotto di una certa soglia l'esposizione alle radiazioni sarebbe benefica, mentre riconosce che sia dannosa alle alte dosi, come peraltro avviene per la maggior parte degli agenti chimici, fisici e biologici. Altre alternative prevedono che il danno cresca più che linearmente alle basse dosi e infine che il modello LNT sottostimi il rischio alle basse esposizioni alle radiazioni, ovvero che al di sotto di una certa soglia l'organismo non sia più in grado di riparare il debole danno e sia pertanto maggiormente esposto al rischio di tumori e leucemie.
Sia l'LNT che le sue alternative presentano tutti dei plausibili meccanismi come ipotesi. Conclusioni definitive non possono ancora essere univocamente tracciate data la difficoltà di fare studi che coinvolgano coorti abbastanza grandi su periodi lunghi. Il modello LNT sembra essere ancora oggi considerato come il più accreditato, ma sempre meno su basi scientifiche.
Studi più recenti evidenziano come la vita si sia sviluppata in un bagno di radiazione ionizzanti e radiazione ultravioletta solare e creato organismi aerobici richiedenti:
1. difese contro le specie di ossigeno reattive metabolicamente indotte;
2. un meccanismo di riparazione del DNA;
3. un meccanismo di eliminazione delle cellule danneggiate.

Diversi insiemi di dati mostrano che l'efficacia di queste difese è molto più alta a basse dosi di radiazioni piuttosto che ad elevate dosi e verso una irradiazione frazionata o prolungata piuttosto contro un livello acuto di irradiazione. In sostanza, il modello LNT si appoggia su due ipotesi da verificare, mentre la critica segue il modello oggettivo della logica evolutiva. Va osservato tuttavia che la normativa relativa alla protezione da agenti differenti dalle radiazioni ionizzanti, quali sostanze chimiche naturali e/o artificiali, agenti fisici quali temperatura, pressione, campi elettromagnetici a bassa frequenza, campi sonici ed ultrasonici, ed infine agenti biologici naturali e/o artificiali come batteri, virus, tossine, è normalmente meno restrittiva e non viene mai preso come valore di riferimento il fondo naturale dovuto agli agenti stessi.